# Жовтень 2012
Жо́втень 2012 — десятий місяць 2012 року, що розпочався в понеділок 1 жовтня та закінчився в середу 31 жовтня.

## Події
- 30 жовтня
  - The Walt Disney Company придбала кінокомпанію Lucasfilm за 4 млрд доларів.
- 28 жовтня
  - В Україні розпочалися вибори до Верховної Ради, які проходять за змішаною системою. Вперше за історію незалежної України на виборчих дільницях встановлено систему відеоспостереження.[1]
- 22 жовтня
  - Міжнародний союз велосипедистів позбавив семиразового чемпіона «Тур де Франс» Ленса Армстронга усіх його спортивних титулів і дискваліфікував довічно.[2]
- 19 жовтня
  - У Києві біля Управління ООН у справах біженців російськими спецслужбами викрадений і вивезений до Москви російський опозиціонер Леонід Развозжаєв.[3]
- 15 жовтня
  - Нобелівську премію з економіки присуджено двом американським ученим: Елвіну Роту з Массачусетського технологічного інституту і Ллойду Шеплі з університету Каліфорнії[4].
- 14 жовтня

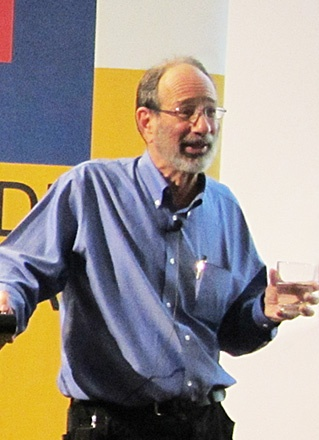

  - Австрієць Фелікс Баумґартнер спустився на парашуті зі стратосфери з висоти 38600 м, встановивши світовий рекорд висоти стрибка та надзвукової швидкості вільного падіння в атмосфері[5].
- 12 жовтня
  - Рада Безпеки ООН схвалила введення військ західноафриканських країн до Малі для боротьби з сепаратистами Азаваду[6]
- 12 жовтня
  - Норвезький Нобелівський комітет присудив Нобелівську премію миру 2012 року Європейському Союзу[7]
- 11 жовтня
  - Китайський письменник Мо Янь (на фото) став лауреатом Нобелівської премії з літератури за 2012 рік[8] Мо Янь
- 10 жовтня
  - Цьогорічними Нобелівськими лауреатами з хімії стали американці Роберт Лефковіц та Браян Кобілка[9] Лефковіц
- 9 жовтня
  - Нобелівську премію з фізики за 2012 рік одержали американець Девід Вайнленд та француз Серж Арош за «створення проривних технологій маніпулювання квантовими системами»[10] Девід Вайнленд
- 8 жовтня
  - Нобелівська премія з фізіології та медицини 2012 року присуджена Джонові Гердону та Сін'я Яманака за дослідження в галузі біології розвитку та отримання індукованих стовбурових клітин.[11]
- 8 жовтня
  - Ракета-носій Falcon 9 з космічним кораблем Dragon, розробленим компанією SpaceX, вирушила з космодрому на мисі Канаверал до Міжнародної космічної станції; це перший комерційний старт приватного корабля до МКС[12]
- 7 жовтня
  - На президентських виборах у Венесуелі переміг Уго Чавес'[13] Уго Чавес
- 2 жовтня
  - Після численних протестів громадськості Верховною Радою України скасовано скандальний Проект закону про наклеп[14]
- 1 жовтня
  - Помер британський історик-марксист Ерик Гобсбаум[15]
- 1 жовтня
- У Грузії відбулися парламентські вибори, за попередніми результатами опозиційна партія «Грузинська мрія» здобула найбільше голосів за партійними списками[16]